# David Barrett
David McCoy Barrett é um diretor e produtor de televisão estadunidense. Ficou conhecido por trabalhar em Tru Calling, V, Without a Trace, Star Trek: Enterprise, The Mentalist, Castle, The Vampire Diaries, Smallville, Veronica Mars, The O.C., Nikita, NCIS: Los Angeles, The Secret Circle e Once Upon a Time.